# The Count of Monte Cristo (film 1908)
The Count of Monte Cristo è un cortometraggio muto del 1908 diretto da Francis Boggs e da Thomas Persons. Prodotto dalla Selig Polyscope Company, si basa sul romanzo Il conte di Montecristo di Alexandre Dumas père pubblicato per la prima volta a puntate nel 1844.
Fu filmato come una messa scena teatrale con il sipario che divide le cinque scene in cui si divide il film.
 
Atto I. "The Sailor's Return". Atto II. "Twenty Years Later". Atto III. "Dantes Starts on His Mission of Vengeance". Atto IV. "Dantes as the Count of Monte Cristo". Act V. "Dantes Accuses His Enemies".

## Trama
Atto I. The Sailor's Return

Edmond Dantes, compagno della nave Pharaon, torna a Marsiglia dopo un lungo viaggio ed è accolto con entusiasmo dai suoi amici e soprattutto dalla giovane Mercedes, alla quale è legato. Durante il lungo viaggio Dantes ha innocentemente provocato l'invidia e l'antipatia di Danglars, un ufficiale della stessa nave che complotta la sua rovina insinuando di essere stato portatore di lettere e comunicazioni all'imperatore Napoleone Bonaparte, poi esiliato dalla Francia e prigioniero all'isola d'Elba. Danglars trova strumenti pronti per aiutarlo nel suo complotto: Gaderousse, un nemico malvagio di Dantes, e Fernand, il cugino e pretendente per la mano di Mercedes, che è naturalmente geloso. Questi due si uniscono al complotto e Fernand acconsente ad essere lo strumento per denunciare Dantes al Procuratore del re come agente bonapartista. Nel giro di un'ora dal suo matrimonio con Mercedes, lo sfortunato Dantes viene arrestato per le sue presunte pratiche di tradimento e portato davanti al vice procuratore, che scopre che Dantes, innocente di qualsiasi intento sbagliato, è realmente il portatore di una lettera dell'Elba che coinvolge il padre del viceprocuratore nel complotto bonapartista e per inciso scredita se stesso. Fingendo di essere amico di Dantes e assicurandogli il suo rilascio anticipato, in realtà ordina che venga portato al Castello d'Iff, dove è confinato in una delle segrete di quella spaventosa prigione.

Atto II.Twenty Years Later

Vent'anni sono passati. La lunga prigionia porta alla disperazione Dantes che pensa di suicidarsi morendo di fame. Lo salva lo scoprire un canale di comunicazione con un prigioniero della cella a lui vicina, l'abate Faria. Dopo molti mesi di paziente lavoro i due detenuti completano un'apertura nascosta che permette loro di visitare le celle l'uno dell'altro. Faria condivide con Edmond il segreto di un grande tesoro nascosto nell'isola di Montecristo. Quando l'abate muore tra le sue braccia, Dantes fugge dal castello mettendosi lui nel sacco che i carcerieri usano per trasportare i morti, buttandoli poi in mare.

Atto III.Dantes Starts on His Mission of Vengeance

Dopo aver trovato il tesoro di Montecristo, Dantes diventa ricco oltre a ogni immaginazione. Ora ha tutti i mezzi per potersi vendicare dei suoi nemici. Tornato a Marsiglia, scopre che suo padre è morto e di Mercedes si sono perse le tracce. Danglars è diventato ricco e potente, mentre Fernand, entrato nell'esercito, ha usato mezzi subdoli per fare carriera e diventare pure lui milionario, mentre Caderousse è rimasto a Marsiglia dove ha una piccola locanda. Travestito da prete, ottiene preziose informazione da quest'ultimo. Gli affida un diamante di immenso valore che gli fa vendere per dividere il ricavato tra i suoi vecchi amici, ma Caderousse non adempirà a quel compito.

Atto IV.Dantes as the Count of Monte Cristo

Dante assume ora il nome di conte di Montecristo. Ricchissimo e splendido, il conte è ricevuto nei migliori salotti di Parigi  e diventa l'uomo alla moda più ammirato della città. Ritrova Mercedes, ormai sposata, e prende contatti e coltiva molte amicizie che gli permettono di individuare i suoi nemici che hanno ottenuto posizioni di rango.

Atto V.Dantes Accuses His Enemies

Dante mette alle strette i suoi nemici. Fernand, scopre che il conte non è altri che il vecchio innamorato di Mercedes che lui ha vilmente tradito e, per il rimorso, finisce per uccidersi. Il Vice Procuratore, che per salvare il padre e sé stesso, fece seppellire vivo Dantes nel castello d'Iff, viene smascherato dal conte e si uccide con il proprio pugnale. Danglars, l'anima nera della cospirazione, viene sfidato a duello da Dantes e cade vittima della sua spada vendicatrice.

## Produzione
Il film fu prodotto da William Nicholas Selig per la Selig Polyscope Company. Venne girato nell'Illinois a Chicago e al Lago Michigan; in California a La Jolla, a Laguna e a Venice.

## Distribuzione
Distribuito dalla Selig Polyscope Company, il film - un cortometraggio in una bobina - uscì nelle sale cinematografiche statunitensi il 15 febbraio 1908. In Venezuela, il titolo fu tradotto letteralmente cone El conde de Monte Cristo.
Nello stesso anno, in maggio, uscì negli Stati Uniti un Conte di Montecristo di Luigi Maggi, prodotto dall'Ambrosio Film.